# Михайловська сільська рада (Мокроусовський район)
Миха́йловська сільська рада (рос. Михайловский сельский совет) — сільське поселення у складі Мокроусовського району Курганської області Росії.
Адміністративний центр — село Михайловка.
Населення сільського поселення становить 485 осіб (2017; 575 у 2010, 798 у 2002).

## Склад
До складу сільського поселення входять:
| Населений пункт        | Населення, осіб (2002) | Населення, осіб (2010) |
| ---------------------- | ---------------------- | ---------------------- |
| Михайловка, село       | 518                    | 374                    |
| Новотроїцьке, присілок | 280                    | 201                    |